# Otto Eglau
 Otto Eglau  (* 20. April 1917 in Berlin-Karlshorst; † 23. Februar 1988 in Kampen) war ein deutscher Maler und Graphiker.

## Leben
Otto Eglau wurde 1917 als Sohn von Else Eglau, geborene Abend, und des Ingenieurs Otto Eglau geboren. Nach dem 1937 bestandenen Abitur wurde er während des Zweiten Weltkriegs zum Kriegsdienst einberufen und geriet in Gefangenschaft, aus der er 1947 entlassen wurde. Er begann im selben Jahr ein Studium an der Hochschule für Bildende Künste Berlin (Kunsthochschule Berlin) bei Oskar Nerlinger und Wolf Hoffmann sowie als Meisterschüler von Max Kaus. 1953 wurde er Dozent in der Architektur-Fakultät an der Technischen Universität Berlin beim Lehrstuhl für Freies Malen und Zeichnen. Ausgedehnte Studienreisen in den Jahren 1951 bis 1970 führten ihn nach Spanien, Rhodos, Griechenland, Portugal, Schweden, Tunesien, Japan, Hongkong, Macau, New York und Norwegen. Von 1962 bis 1963 hielt er sich in Japan und im Rahmen des Deutsch-Norwegischen Kulturabkommens in Ekely, Oslo, auf. 1970 erhielt er ein Stipendium des Goethe-Instituts München für einen Studienaufenthalt in Nepal. Im selben Jahr stellte er bei einer Wanderausstellung in Indien und Nepal aus. Von 1969 bis 1976 war er Professor für Radierung an der Internationalen Sommerakademie für Bildende Kunst in Salzburg. Von 1983 bis 1988 arbeitete er in Ateliers in Berlin, in Kampen (Alte Dorfstraße) auf Sylt und in der eigenen Radierwerkstatt am Witzlebenplatz am Lietzensee in Berlin.
Ein Teil von Eglaus schriftlichem Nachlass befindet sich heute im Deutschen Kunstarchiv im Germanischen Nationalmuseum in Nürnberg.
Otto Eglau war evangelisch, ab 1959 verheiratet mit Johanna Eglau, geborene Krumm, und hatte drei Kinder (Katharina, Johannes und den 1966 verstorbenen Martin).

## Ausstellungen
Otto Eglaus Werk wurde in mehr als 100 Einzelausstellungen gezeigt, u. a. Berlin, Hamburg, München, New York, Tokio, Hongkong, Kyōto, Tunis, Kairo, Rio de Janeiro, São Paulo, Liverpool, Salzburg, Neu-Delhi, Kalkutta, Kathmandu, Bukarest, San Francisco. Dazu kamen mehr als 120 Gruppenausstellungen. 

## Preise und Auszeichnungen
- 1957: Preis der 1. Exposition Biennale Internationale De Gravure à Tokyo
- 1978: Silbernes Ehrenzeichen für die Verdienste um das Land Salzburg
- 1981: Verdienstkreuz am Bande des Verdienstordens der Bundesrepublik Deutschland